# Редик (Флорида)
Редик (енгл. Reddick) град је у америчкој савезној држави Флорида. По попису становништва из 2010. у њему је живело 506 становника.

## Демографија
Према попису становништва из 2010. у граду је живело 506 становника, што је 65 (11,4%) становника мање него 2000. године.
| Група             | 2000.       | 2010.       |
| Белци             | 290 (50,8%) | 209 (41,3%) |
| Афроамериканци    | 241 (42,2%) | 246 (48,6%) |
| Азијати           | 0 (0,0%)    | 1 (0,2%)    |
| Хиспаноамериканци | 38 (6,7%)   | 45 (8,9%)   |
| Укупно            | 571         | 506         |